# 暗紫脆蒴报春
暗紫脆蒴报春（学名：Primula calderiana）为报春花科报春花属下的一个种。

## 扩展阅读
- 維基物種上的相關：暗紫脆蒴报春